# Irzniq
Irzniq (albanisch auch Irzniqi, serbisch Рзнић Rznić) ist ein Dorf der Gemeinde Deçan im Kosovo.

## Lage
Das Dorf liegt südöstlich von Deçan rund drei Kilometer östlich der Straße Deçan–Gjakova und dem Dorf Prejlep.
| Beleg     | Lumbardh                                    | Broliq  |
| Prejlep   | Kompassrose, die auf Nachbargemeinden zeigt | Ratish  |
| Prekolluk | Gllogjan                                    | Shpatej |

## Geschichte
Auf dem Gebiet des Dorfes befindet sich ein illyrischer Tumulus, der 2014 für eine Aufnahme in die Liste der kulturellen Denkmäler des Kosovo vorgeschlagen wurde.

## Bevölkerung
Die Volkszählung in der Republik Kosovo vom 1. April 2011 ergab, dass in dem Dorf Irzniq 1739 Menschen wohnten, die sich zu etwa 99,19 % als Albaner bezeichneten.
| Volkszählung | 1948 | 1953 | 1961 | 1971 | 1981 | 1991 | 2011 |
| Einwohner    | 646  | 709  | 887  | 1021 | 1431 | 1779 | 1739 |
| ------------ | ---- | ---- | ---- | ---- | ---- | ---- | ---- |